# أمدي فايي
أمدي فايي (بالفرنسية: Amdy Faye) (مواليد 12 مارس 1977 في داكار - السنغال) لاعب كرة قدم سنغالي يلعب حاليا لصالح نادي الدرجة الممتازة ستوك سيتي الإنجليزي منذ 2008 في مركز الوسط المحوري.

## روابط خارجية
- أمدي فايي على موقع الاتحاد الدولي (مؤرشف)  (الإنجليزية)
- أمدي فايي على موقع قاعدة بيانات كرة القدم.إي يو (الإنجليزية)
- أمدي فايي على موقع ناشيونال فوتبول تيمز (الإنجليزية)
- أمدي فايي على موقع Soccerbase.com (لاعب) (الإنجليزية)
- أمدي فايي على موقع عالم كرة القدم.نت (الإنجليزية)
- أمدي فايي على موقع كووورة